# Náramkovitka císařská
Náramkovitka císařská (Catathelasma imperiale), jinak také václavka císařská a náramkovec císařský, je vzácný druh houby z čeledi čirůvkovitých (Tricholomataceae). V Červeném seznamu hub České republiky je druh uveden jako kriticky ohrožený.

## Znaky
Klobouk 16–20 cm široký, nejprve polokulovitý se postupně rozprostírá do plochy, okraje jsou podvinuté. Pokožka oříškově až zrzavě hnědá, suchá, ve stáří místy rozpukaná, často na ní najdeme zbytky bílé plachetky.
Lupeny bílé až světle hnědé, tenké, silně sbíhavé, na klobouku hustě uspořádané. Výtrusný prach je bílý.
Třeň světle okrový, 7–16 cm dlouhý, 3–5 cm tlustý zasazený hluboko do půdy, s drobnými šupinkami na povrchu. Báze je typicky špičatá.
Velmi typickým rozpoznávacím znakem jsou dva prsteny – vrchní vzniká z plachetky částečné (zbytky závoje), spodní z plachetky celkové (z pochvy).
Dužnina bílá, tuhá, těžká, vůní připomíná mouku a okurky.

## Užití
Jedlý druh.

## Ekologie
Druh preferuje (pod)horská, zásaditější, vápenatá stanoviště se smrky, jedlemi a borovicemi,vzácně je houbu možno najít i ve smíšených lesích. Čas růstu je od srpna do října.

## Rozšíření
V ČR byl druh zaznamenán zejména v oblasti Hostýnsko-Vsetínské vrchoviny. Roztroušeně roste po celé Evropě, dále i v Koreji, Číně a Japonsku.

## Galerie

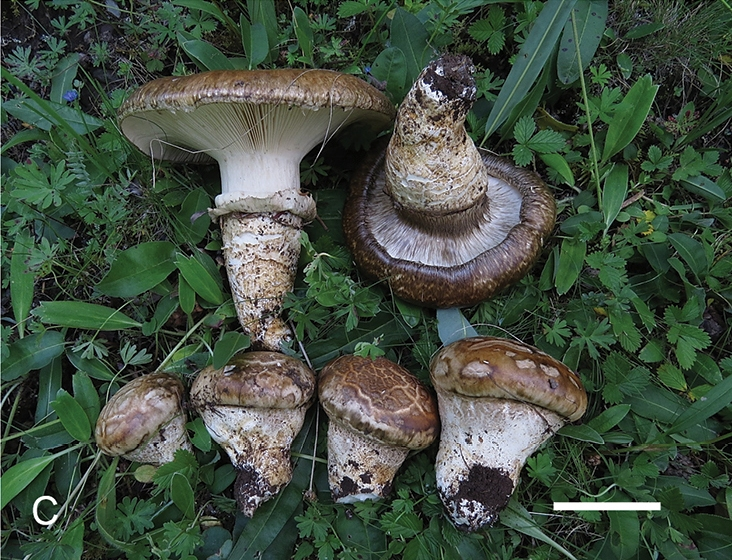
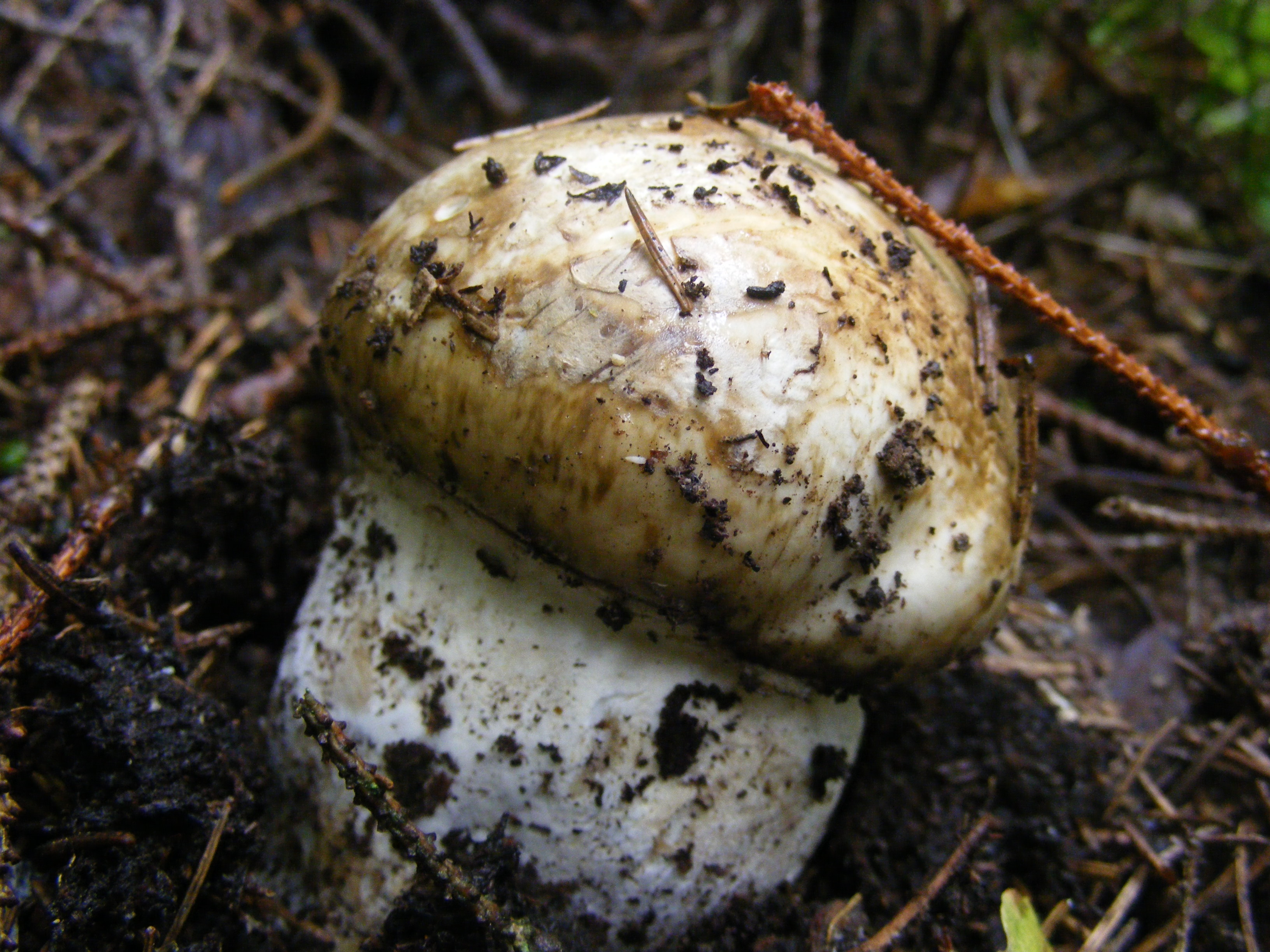
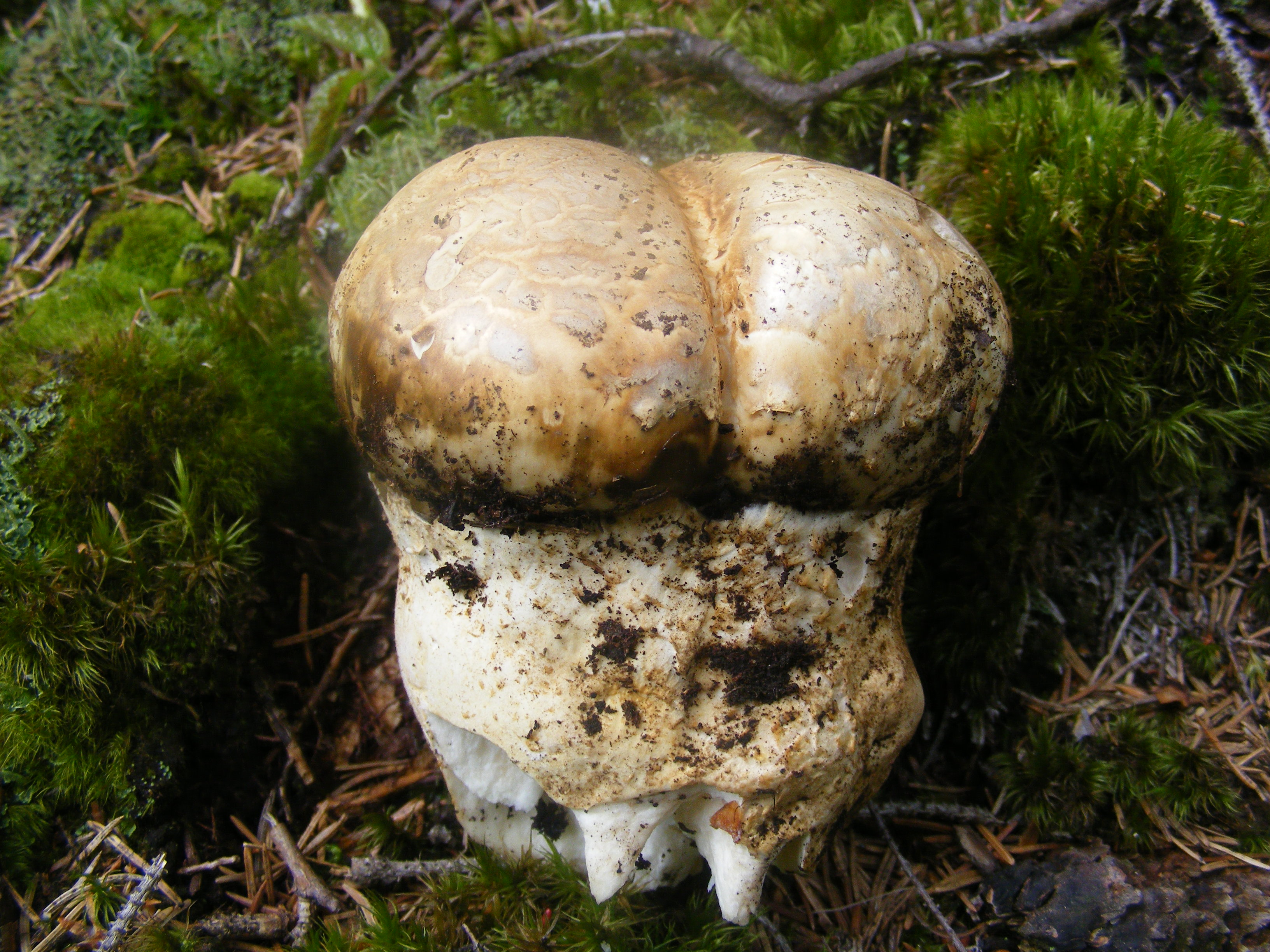
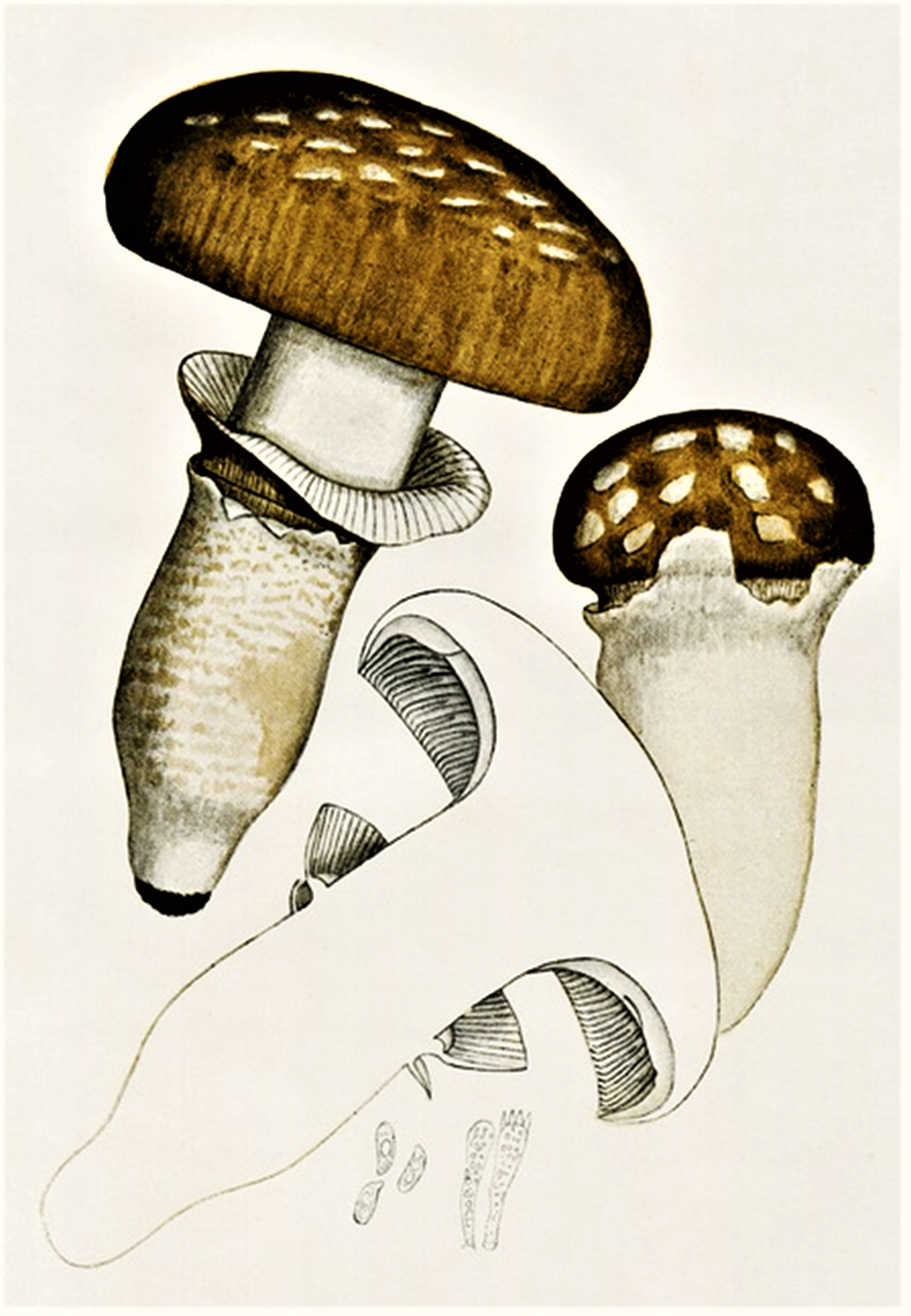

## Možnost záměny
- Čirůvka límcová (Tricholoma focale) – nemá dva prsteny[5]